# Olivia Manning
Olivia Mary Manning (2 de març de 1908-23 de juliol de 1980) va ser una novel·lista, poetessa, escriptora i crítica britànica. Els arguments dels seus llibres, ficticis i realistes, giraven entorn de viatges i odissees personals, ambientades principalment a Europa (sobretot Anglaterra i Irlanda) i Orient Mitjà. Solia escriure sobre experiències pròpies i, de vegades, apel·lava també a la imaginació. Ha estat reconeguda pel seu ull artístic i per les vívides descripcions presents en els seus llibres.

## Resum biogràfic
Durant la seva infància, Manning va viure a Portsmouth i Irlanda, per la qual cosa va adquirir el que descriuria com «l'habitual sensació anglo-irlandesa de no pertànyer enlloc». Va assistir a una escola d'art i després es va traslladar a Londres, on va publicar, el 1937, una primera novel·la: The Wind Changes. L'agost de 1939 va contreure matrimoni amb Reginald Smith («Reggie»), un conferenciant del British Council que posteriorment va ser enviat a Bucarest (Romania), i més tard a Grècia, Egipte i Palestina a mesura que els nazis van anar envaint l'est d'Europa. Les seves experiències van proveir la base per a la seva obra més reconeguda, les sis novel·les que conformen The Balkan Trilogy i The Levant Trilogy, conegudes de forma col·lectiva com Fortunes of War. Els crítics van catalogar com a irregular la qualitat de la seva producció en general, però Anthony Burgess va descriure aquesta sèrie en particular, publicada entre 1960 i 1980, com «la millor constància escrita fictícia de la guerra que hagi estat produïda per un escriptor britànic».
Manning va tornar a Londres després de la guerra i va viure-hi fins a la seva mort; durant la resta de la seva vida va escriure poesies, relats curts, escrits de no ficció, crítiques i obres de teatre per a la BBC. Tant Manning com el seu espòs van ser infidels, però mai van considerar la possibilitat del divorci. Manning va tenir una relació d'amistat complicada amb les escriptores Stevie Smith i Iris Murdoch, ja que Manning, insegura de si mateixa, sentia gelosia de l'èxit de les seves amigues. Les seves queixes constants sobre tot el que succeïa es veuen reflectides en el seu àlies, «Olivia Moaning» («Olivia Queixes»), però Reggie mai va flaquejar en el seu paper com a principal admirador de la seva esposa, confiat que el seu talent finalment seria reconegut. Com ella temia, la veritable fama va arribar després de la seva mort (ocorreguda el 1980), quan es va portar a la televisió una adaptació de Fortunes of War, el 1987.
Els llibres de Manning han rebut una atenció irregular per part de la crítica, i la popularitat de les seves obres també ha oscil·lat cíclicament. Com va ocórrer durant la seva vida, les opinions sobre la seva obra estan dividides, en particular pel que fa a la seva caracterització i descripció d'altres cultures. Les seves obres tendeixen a minimitzar els problemes de gènere i no poden classificar-se fàcilment com a literatura pro-femenina. No obstant això, els estudis recents han ressaltat la importància de Manning com una escriptora de ficció bèl·lica d'un Imperi britànic en decadència. Les seves obres critiquen la guerra, el racisme, el colonialisme i l'imperialisme, i abasten temàtiques de desplaçament i d'alienació física i emocional.

## Primers anys

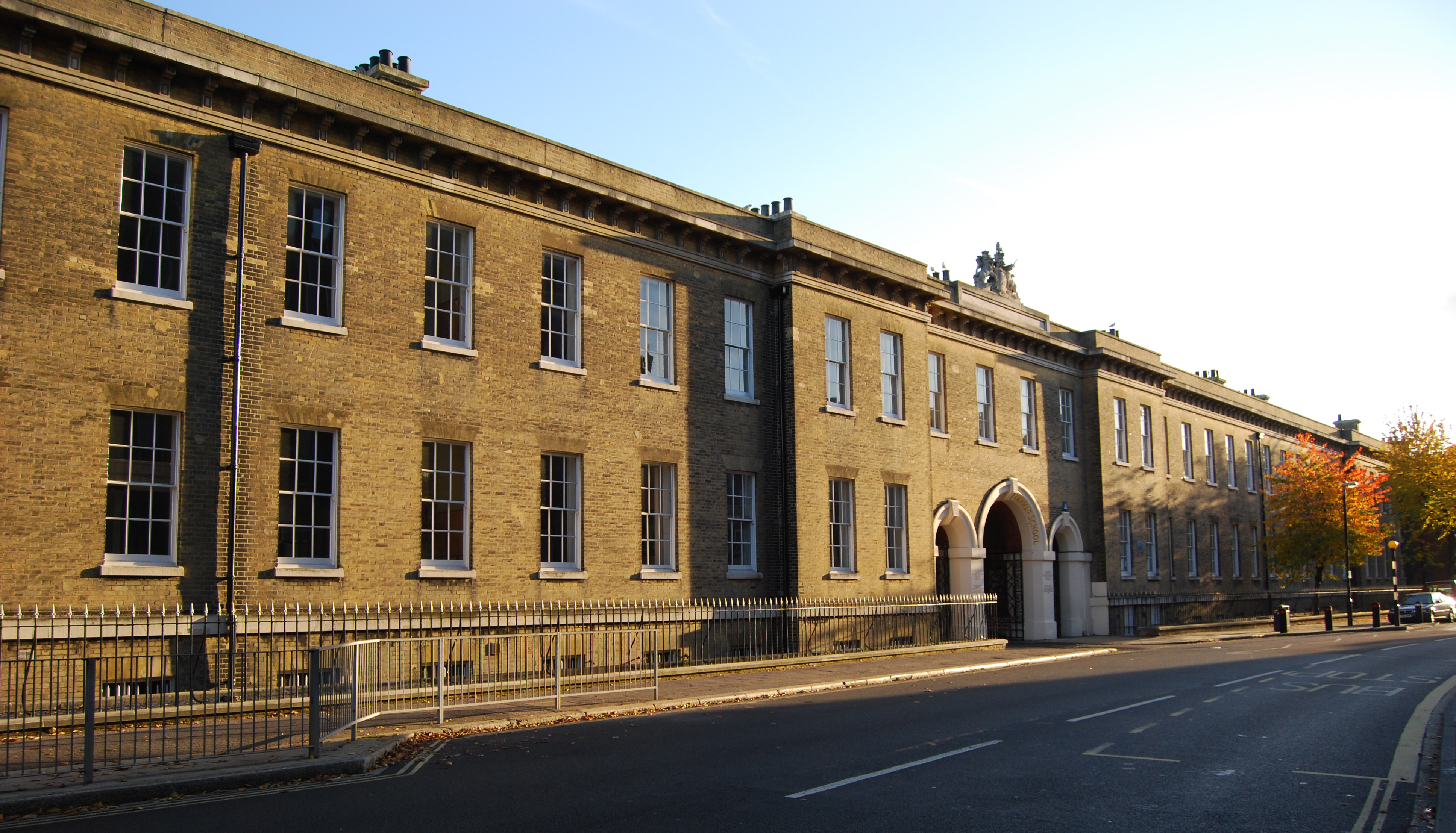
Portsmouth Grammar School.

Manning va néixer a North End, Portsmouth, el 2 de març de 1908. El seu pare, Oliver Manning, fou un oficial naval que va passar de ser aprenent naval a tinent comandant malgrat la falta d'ensenyament formal. Quan tenia 45 anys, en una visita al port de Belfast, va conèixer Olivia Morrow, la filla de l'amo d'un bar, catorze anys menor que ell; en menys d'un mes van contreure matrimoni, el desembre de 1904, a l'església presbiteriana de la seva ciutat natal, Bangor al Comtat de Down.
Manning adorava el seu animat, atractiu i faldiller pare, qui entretenia els seus amics cantant òperes de Gilbert i Sullivan i recitant poesies que havia memoritzat durant els llargs viatges pel mar. En contrast, la seva mare era manaire i dominant, amb «una ment tan rígida com el ferro», i tenia baralles maritals constantment. La relació entre mare i filla, al principi càlida, es va tornar tibant després del naixement del germà Oliver, el 1913. Delicat i sovint malalt, va passar a ser el centre de l'atenció materna, per a gran disgust d'Olivia, que va realitzar nombrosos intents infantils per fer-li mal. Aquesta infància infeliç i insegura va deixar una marca duradora que es plasmaria en la seva obra i la seva personalitat.
Manning va assistir a una petita escola privada per a noies abans de traslladar-se al nord d'Irlanda el 1916, en el primer de diversos períodes que passaria allí mentre el seu pare navegava a l'oceà. A Bangor va assistir a la Bangor Presbyterian School, a Portsmouth a la Lyndon House School i posteriorment a la Portsmouth Grammar School, on va desenvolupar, segons ella mateixa, «l'habitual sensació anglo-irlandesa de no pertànyer enlloc». Els seus companys d'escola la van descriure com una jove tímida i propensa a enfadar-se; la seva tendència a explicar probables exageracions sobre la seva família la va conduir a l'ostracisme per part dels seus parells. Amb el suport del seu pare, Manning llegia i escrivia molt, amb una marcada preferència cap a les novel·les, especialment les d'Henry Rider Haggard. A la seva mare no li agradava aquesta afició i li confiscava el material que considerava inadequat. Quan va descobrir la seva filla llegint el Times Literary Supplement li va dir que «als joves no els agraden les dones que llegeixen periòdics com aquest», i li va aconsellar centrar-se en activitats que li poguessin aconseguir treball, tals com la mecanografia.
De fet, quan les circumstàncies econòmiques van obligar Manning a abandonar l'escola amb setze anys, va començar a treballar com a mecanògrafa i va passar un temps com a ajudant a un saló de bellesa. Va fer classes nocturnes a l'Escola Municipal d'Art de Portsmouth, on un company la va descriure com a intel·lectual i distant. El maig de 1928, una pintura seva va ser seleccionada per a una exhibició a Southsea i posteriorment se li va oferir presentar una exposició com a artista única. Manning semblava destinada a tenir una carrera com a artista, però al mateix temps seguia tenint interès en la literatura, i als vint anys va decidir ser escriptora. El seu ull artístic es demostraria més tard a través de les intenses descripcions de paisatges presents als seus llibres.

## Principis de la seva carrera
Les primeres obres publicades de Manning van ser tres novel·les de detectius en forma de sèrie, Rose of Rubies, Here is Murder i The Black Scarab, que van aparèixer al Portsmouth News des de 1929 sota el pseudònim de Jacob Morrow. Manning no es va acreditar aquests llibres fins a la dècada de 1960. Les dates de publicació haurien pogut revelar la seva edat, un secret que li amagava fins i tot al seu espòs. Entre 1929 i 1935 va escriure al voltant de vint relats curts, que incloïen una història de terror que va ser la primera obra publicada amb el seu propi nom, encara que va utilitzar inicials per ocultar el seu gènere. Manning també va escriure dues novel·les literàries, cap de les quals va ser acceptada a la publicació. No obstant això, Edward Garnett, editor literari de Jonathan Cape, va quedar impressionat amb el segon manuscrit i va demanar al seu assistent Hamish Miles que escrivís a Manning una nota d'ànim. Miles, un conseller literari respectat i ben relacionat, va convidar Manning a visitar-lo si alguna vegada viatjava a Londres. Manning, qui se sentia sufocada a Portsmouth, ja havia intentat traslladar-se a la capital, però la seva trobada amb Miles la va ajudar a decidir-se. Va obtenir una feina de mecanògrafa als grans magatzems Peter Jones i, malgrat l'oposició de la seva mare, es va traslladar a un apartament petit a Chelsea.
Amb poc menjar i diners, Manning passava diverses hores escrivint després del treball. Miles la va prendre sota la seva cura i la portava a sopar, conversava amb ella sobre literatura, li explicava les notícies recents i li donava un suport moral al qual no estava acostumada. Miles era un home casat i tenia dos fills, però va explicar a Manning que la seva esposa era invàlida i ja no podia suportar el sexe; aviat es van fer amants. Manning més tard recordaria que «el sexe per a tots dos era el que li donava l'encant motivador a la vida».
Un cas d'error d'identitat, relacionat amb una artista amb nom semblant, va portar Manning a aconseguir una ocupació millor remunerada com antiquària en una tenda de mobles, on va treballar durant més de dos anys. Durant el seu temps lliure va continuar escrivint; va descriure aquesta etapa com «una de les temporades més felices» de la seva vida. Amb el suport de Miles va completar una novel·la, The Wind Changes, publicada per Jonathan Cape l'abril de 1937. La novel·la, ambientada a Dublín al juny de 1921 durant el conflicte d'Irlanda del Nord, tracta sobre una dona que ha de debatre's entre un patriota irlandès i un escriptor anglès que dona suport als republicans. Va tenir una bona recepció i un crític va comentar que «la novel·la mostra una esperança inusual». Poc després, no obstant això, Miles va descobrir que tenia un tumor cerebral inoperable i va desaparèixer de la vida de Manning. Atès que l'aventura romàntica havia quedat secret, li va costar molt trobar informació sobre ell i no va poder pagar-se el viatge per visitar-lo a l'hospital d'Edimburg on agonitzava. Va perdre la feina a Peter Jones i va començar a treballar amb un bon sou a la Medici Society, però va ser acomiadada quan es va negar a acatar l'ordre del seu cap d'abandonar l'escriptura de novel·les durant la nit per conservar l'energia per al treball diürn. Manning va trobar una altra feina, com a encarregada d'avaluar el potencial que tenien les novel·les noves per convertir-se en pel·lícules per a Metro-Goldwyn-Mayer, però quan va estalviar prou diners per a un viatge a Edimburg, Miles estava massa malalt per veure-la. Va morir el desembre de 1937.
Miles no solia presentar els seus amics del món literari l'ú a l'altre, però abans de morir s'havia vist obligat a presentar Manning a la poetessa Stevie Smith. Ambdues es compenetraren immediatament i van gaudir dels seus passejos per explorar els carrerons de Londres, amb sortides regulars a museus, cinemes i visites a la llar de Palmers Green que Smith compartia amb una tia excèntrica. Segons un amic d'ambdues, Manning trobava a la casa de Smith «una atmosfera de seguretat i comoditat que ha d'haver fet que la seva habitació a Oakley Street semblés encara més freda i rasa». El novel·lista i crític Walter Allen va conèixer a Manning en 1937 i va observar que tenia un enginy «devastador» i que era «una jove formidable com qualsevol a Londres». Manning i Smith, va afegir, eren un maliciós parell d'esnobs.

## Matrimoni i Romania
El juliol de 1939, Walter Allen va presentar Manning al marxista Ronald Donald Smith, dit «Reggie». Era un home energètic i gros, amb un constant desig d'estar en companyia dels altres. Fill d'un fabricant d'eines de Manchester, havia estudiat a la Universitat de Birmingham, on havia estat influenciat pel poeta esquerranós Louis MacNeice i fundat la Societat Socialista de Birmingham. Segons l'organització d'intel·ligència britànica MI5, Reggie havia estat reclutat com a espia comunista per Anthony Blunt en una visita a la Universitat de Cambridge el 1938.
Quan va conèixer Manning, Reggie estava de permís del seu encàrrec al British Council com a conferenciant a Romania. S'havia preparat diligentment per a la seva trobada amb Manning mitjançant la lectura dels seus llibres, i pensava que la seva obra The Wind Changes mostrava «signes de genialitat». Va descriure Manning com una jolie laide (francès per a bellesa lletja), amb cabells, mans, ulls i pell encantadors, malgrat el seu nas massa llarg, i es va enamorar d'ella a primera vista. Quan Reggie li va demanar un préstec de mitja corona en la seva primera cita, que li va tornar l'endemà, va saber que es casarien. Manning no estava tan segura com ell de la seva relació, però Reggie es va instal·lar aviat al seu pis i li va proposar matrimoni poques setmanes després. Es van casar a l'Oficina de Registre de Marylebone el 18 d'agost de 1939, amb Stevie Smith i Louis McNeice com a testimonis. El jovençà, de manera poc convencional, no va donar a la seva esposa una aliança per a la cerimònia. Pocs dies després de les noces, Reggie va rebre el manament de tornar a Bucarest. Junts van partir en qüestió d'hores; Manning més tard va escriure a Stevie Smith des de Romania demanant-li que esbrinés què havia passat amb el seu pis i que cuidés els seus llibres mentre ella fos a fora.
La parella va arribar amb tren a Bucarest el 3 de setembre de 1939, el dia en què Gran Bretanya declarava la guerra a Alemanya. En el període d'entreguerres, Romania havia acudit a França per garantir la seva seguretat contra les aspiracions territorials d'Alemanya. No obstant això, l'impacte dels Acords de Múnic (1938), del Pacte Ribbentrop-Mólotov (1939) i de la batalla de França (1940) van incrementar la influència i el control alemanys a França, i van començar les exigències perquè Romania cedís territori i recursos als invasors. L'estada a Bucarest dels noucasats va coincidir amb el creixement del feixisme i del poder totalitari dins de l'ostensiblement neutral Romania, mentre milers de refugiats amenaçats per la guerra entraven al país.
Els Smith al principi van llogar un pis, però més tard es van traslladar a casa del diplomàtic Adam Watson, qui treballava amb la Delegació Britànica. Els que van conèixer Manning en aquesta època la van descriure com una jove provinciana tímida que tenia poca experiència amb altres cultures. Se sentia tan enlluernada com horroritzada amb Romania. L'elit intel·lectual que freqüentava els cafès, coneguda com la cafè society, l'atreia amb el seu enginy i tafaneria, però la repugnaven els rústics i els captaires, agressius i de vegades mutilats. Les seves experiències a Romania van ser plasmades als primers dos volums de The Balkan Trilogy, La gran fortuna i The Spoilt City, considerat un dels més importants tractaments literaris de Romania durant la guerra. A les novel·les, Manning descriu Bucarest com una regió situada al marge de la civilització europea, «una capital estranya, mig oriental» que era «primitiva, infestada de bestioles i brutal», els ciutadans de la qual eren camperols nats, siguin quines siguin la seva riquesa i el estatus social.

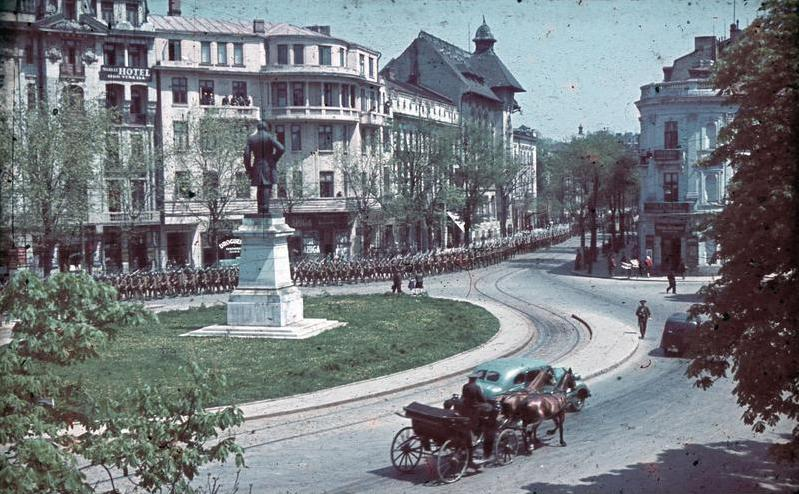
Soldats marxant a Bucarest, 1941.

Manning passava el temps escrivint; el seu projecte principal era un llibre sobre Henry Morton Stanley i la seva cerca d'Emin Paixà, però també va mantenir una correspondència íntima amb Stevie Smith, plena de xafarderies i intriga sobre Bloomsbury. Va realitzar la perillosa missió periodística d'entrevistar l'antic primer ministre de Romania, Iuliu Maniu, a Cluj, Transsilvània, en aquest moment repleta de militars alemanys. La ciutat seria transferida poc després de Romania a Hongria, com a part del Segon arbitratge de Viena d'agost de 1940 imposat pels alemanys i italians. Igual que diverses de les seves experiències, l'entrevista va acabar incloent-se en una obra futura; altres anècdotes inclouen un imprevist baptisme de Reggie amb te gelat perquè temia separar-se d'ell després de la mort, i la producció d'una obra de teatre de Shakespeare per Reggie en la qual li havien promès un paper de protagonista que finalment va ser donat a un altre.
Reggie era implacablement sociable, i al llarg de la seva vida, la seva calidesa, enginy i cordialitat li van donar molts amics i companys de beguda. En contrast, Manning era reticent i no se sentia còmoda en entorns socials, per la qual cosa romania allunyada de la gent. Actuava, segons les seves pròpies paraules, com a «seguidora de camp», ressagada darrere de Reggie mentre aquest anava de bar en bar; sovint preferia anar-se'n d'hora tota sola a casa. Mentre que Manning va ser fidel a Reggie durant la guerra, el seu amic Ivor Porter li va explicar que Reggie havia tingut nombrosos romanços clandestins.
La imminent guerra i el creixement del feixisme i de la Guàrdia de Ferro a Romania van desconcertar i van espantar Manning. L'abdicació del rei Carles II i l'avanç dels alemanys al setembre de 1940 van augmentar les seves pors, i li solia preguntar a Reggie «Però on aniran els jueus?». Poc abans que les tropes alemanyes entressin a Romania el 7 d'octubre després de la invitació del nou dictador Ion Antonescu, Manning va escapar a Grècia, i una setmana després Reggie s'hi va ajuntar.

## Grècia i Egipte
Manning va patir una ansietat propera a la paranoia al llarg de la seva vida. Tenia una raó vàlida per preocupar-se per Reggie, que va viatjar des de Romania fins a Grècia en l'aerolínia alemanya Lufthansa; els avions de Lufthansa solien desviar-se cap als països de l'Eix. No obstant això, va reeixir arribar fora de perill a destinació, amb una motxilla i una maleta plena de llibres però sense roba apropiada per treballar. Reggie va reprendre la seva atrafegada vida social, però la seva esposa es va relacionar molt poc amb la comunitat d'expatriats i va preferir concentrar-se en l'escriptura. No obstant això, va ser una època feliç per a ella. Va dir «Romania és l'estranger, però Grècia és la llar». Manning tenia admiradors, entre els quals hi havia Terence Spencer, un conferenciant del British Council que li brindava companyia quan Reggie estava ocupat amb altres activitats; més tard apareixeria com el personatge de Charles Warden a Friends and Heroes, el tercer llibre de The Balkan Trilogy. Poc després de la seva arribada, Grècia va entrar en guerra contra l'Eix.

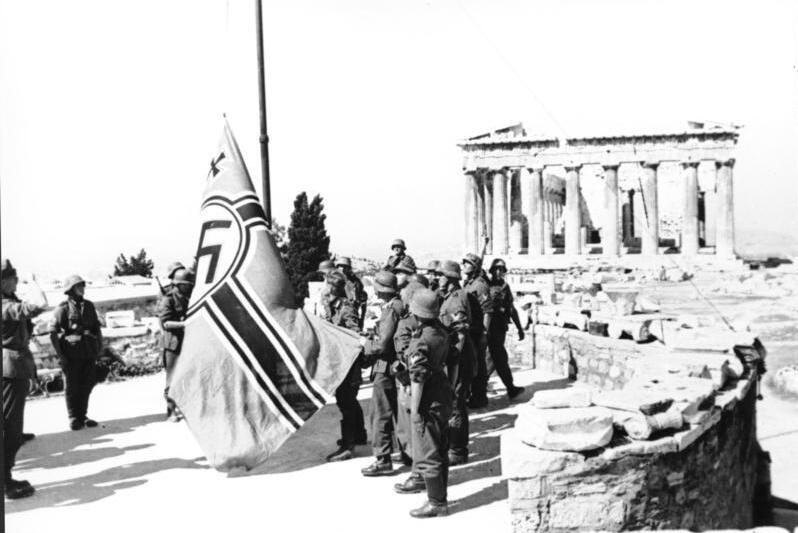
Soldats alemanys hissant una bandera de batalla del Tercer Reich en les Acròpolis d'Atenes, 1941.

Malgrat les primeres victòries contra les forces invasores italianes, cap a abril de 1941 el país arriscava de ser envaït pels alemanys; en un poema posterior Manning va recordar l'«horror i el terror de la derrota» d'un poble que havia arribat a estimar. El British Council va aconsellar els seus empleats que abandonessin la regió i el 18 d'abril Manning i Reggie van partir des del Pireu cap a Egipte en l'Erebus, l'últim vaixell civil que va salpar des de Grècia.
Durant els tres perillosos dies que va durar el viatge a Alexandria, els passatgers van subsistir a força de taronges i vi. A bord juntament amb els Smith hi havia el novel·lista Robert Liddell, el poeta gal·lès Harold Edwards, i llurs esposes; els Smith van compartir una estreta cabina amb els Edwards. La senyora Edwards havia portat amb si una barretera plena de costosos barrets parisencs, i Manning sempre la treia al passadís fora de la cabina, però la Edwards insistia a tornar-la al seu lloc. Cap al final del viatge, ja no es parlaven, però Manning va dir l'última paraula: quan la senyora Edwards va obrir la seva caixa, va descobrir que Manning havia aixafat els barrets amb una gibrelleta.
Una vegada arribats a Alexandria, els refugiats van devorar amb gratitud l'aliment que els va proporcionar l'exèrcit britànic, però van rebre la notícia que l'esvàstica ja sobrevolava l'Acròpoli. La primera impressió que va tenir Manning d'Egipte va ser de misèria i irrealitat: «Durant setmanes vivim en un estat de reculada». Des d'Alexandria es van dirigir amb tren cap al Caire, on van restablir contacte amb Adam Watson, qui havia estat promogut a Secretari Segon a l'ambaixada britànica. Aquest els va convidar a estar-se al seu pis del Garden City, amb vista a l'ambaixada.
Encara que teòricament era un país independent, Egipte havia estat sota el control britànic d'ençà del segle xix. Amb l'esclat de la guerra i sota els termes del Tractat anglo-egipci de 1936, en realitat, el país es trobava sota ocupació dels britànics. En aquest moment de la guerra, els alemanys avançaven aparentment sense cap obstacle a través del desert cap a Egipte, per la qual cosa al Caire abundaven els rumors i l'alarma. Manning estava nerviosa i espantada. Patia d'ansietat constant sobre les malalties i de fet sovint es trobava malament. Preocupat, Reggie va suggerir que el millor per a ella seria tornar a Anglaterra, però Olivia li va respondre: «On sigui que anem, anirem plegats. Si tornem a casa, anirem tots dos. No deixaré que la guerra ens separi. Fi de la història». El seu pare l'havia criada com una ferma partidària de l'Imperi britànic i dels beneficis que tenia al voltant del món. Manning era una britànica molt patriota i estava segura que finalment els Aliats triomfarien. A Egipte, no obstant això, es va trobar amb el fet que l'ocupació britànica mai havia estat popular. Reggie va descobrir ràpidament la Unió Angloegípcia a Zamalek, on es reunia a beure i a conversar sobre política i poesia. Com sempre, era acceptat, i segons Lawrence Durrell sempre estava al costat d'un grup d'amics de dubtosa reputació. Manning era molt menys popular. Durrell la va descriure com un «còndor amb nas de ganxo», i la seva manera de ser primmirada molestava moltes de les persones que la coneixien.
Manning es va enfuriar que el British Council no trobés una feina de manera immediata per a Reggie, que ella considerava com un dels seus professors més brillants. Per venjar-se, va escriure un vers groller sobre el representant del Council, C.F.A. Dundas, més tard immortalitzat com l'inútil Colin Gracey a Fortunes of War. Els personatges de Manning solien basar-se en persones reals, encara que mai no ho feia exactament. El seu retrat burleta del professor Lord Pinkrose, conferenciant del British Council, estava vagament basat en Lord Dunsany, enviat a ocupar la càtedra Byron Chair d'anglès a la Universitat d'Atenes el 1940. També li va ofendre el fet que Amy Smart, esposa de Walter Smart i habitual mecenes d'artistes, poetes i escriptors del Caire, li hagués prestat tan poca atenció a ella i a Reggie; més tard es va venjar imitant la seva actitud.

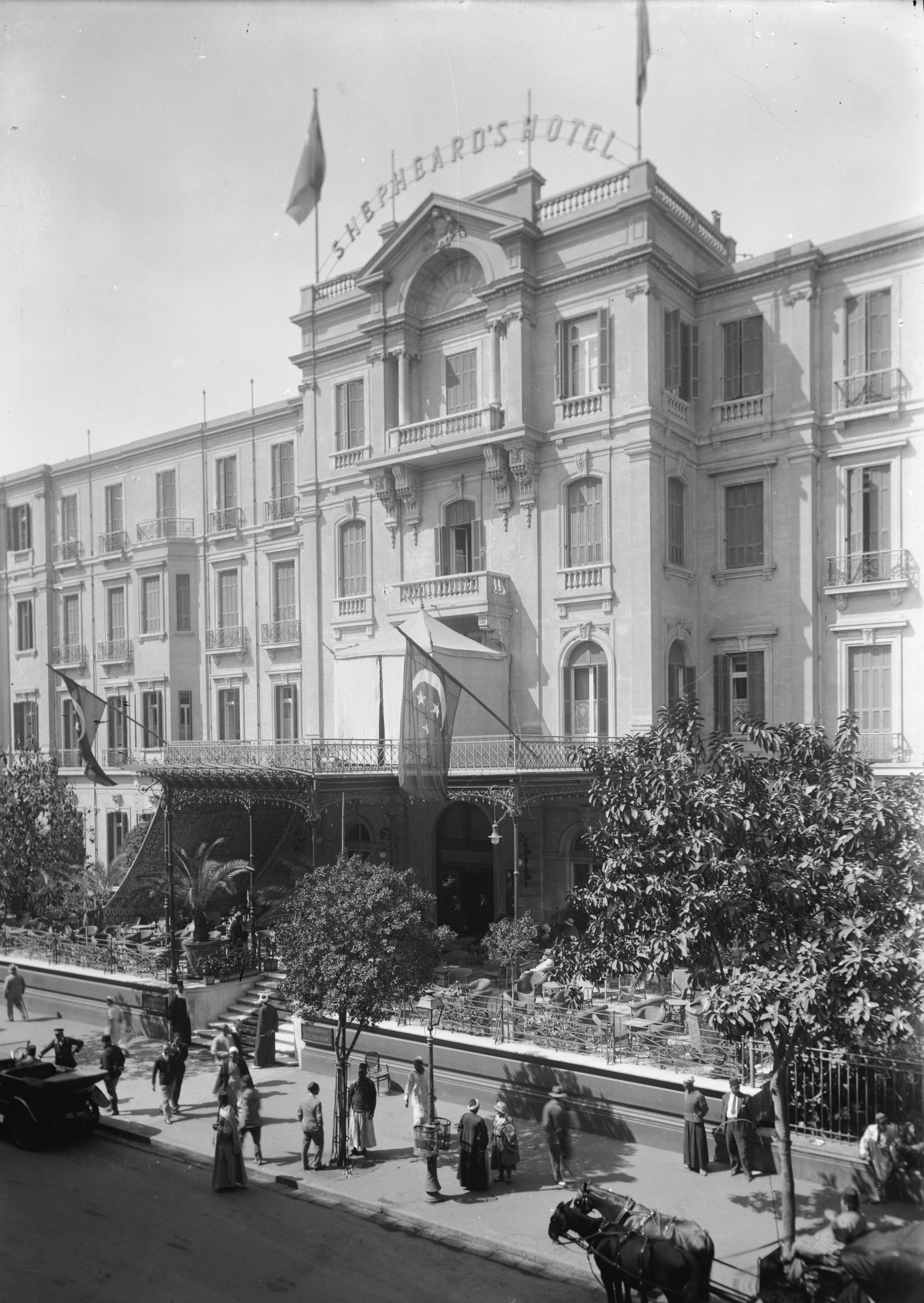
Hotel Shepheard, al Caire.

L'octubre de 1941, Reggie va rebre una oferta de treball com a conferenciant a la Universitat d'Alexandria, situada a la ciutat homònima. La parella es va mudar del Caire per compartir un pis amb un amic, el professor Robert Liddell. Els alemanys bombardejaven la ciutat amb regularitat i els atacs espantaven Manning, que irritava a tots en insistir que els tres baixessin al refugi antiaeri cada vegada que sonaven les sirenes. Gairebé immediatament després d'arribar a Alexandria, es va assabentar de la terrible notícia que el seu germà Oliver havia mort en un accident aeri. El trastorn emocional que li va causar la notícia va provocar que no escrivís novel·les en uns quants anys.
Els atacs aeris es van tornar insuportables per Manning i aviat va tornar al Caire, on l'hivern de 1941 va esdevenir assessora de premsa de l'ambaixada dels Estats Units. En el seu temps lliure va treballar en Guests at the Marriage, un prototip sense publicar per The Balkan Trilogy, a més de relats curts i poemes, alguns dels quals va enviar a Stevie Smith amb l'esperança que es publiquessin. Amb el transcurs dels anys, Stevie no havia paït el fet que Manning havia negligit la seva amistat per casar-se amb Reggie, i llavors la seva gelosia es va palesar. El 1942 va escriure un poema titulat «Assassinat», en el qual un home es posa dempeus al costat d'una tomba i admet «La meva mà va portar Reggie Smith a aquest estret llit — / Bé, passi-ho bé a la seva ànima, no tinc pas por dels morts». En reimpressions posteriors, el nom «Reggie Smith» va ser reemplaçat per «Filmer Smith» per ocultar l'al·lusió, però Manning la va descobrir i es va posar furiosa.
Durant el temps que va passar a Egipte, Manning va contribuir a dues revistes literàries d'Orient Mitjà: Desert Poets i Personal Landscapes, fundades per Bernard Spencer, Lawrence Durrell i Robin Fedden. L'últim buscava explorar les esferes socials i de coneixement dels escriptors exiliats durant la guerra. Els fundadors, com Manning, mantenien un llaç fort amb Grècia en lloc d'un compromís artístic i intel·lectual amb Egipte. En recordar la partida de Grècia, Manning va escriure «Encaràvem el mar / Sabent que fins al dia del nostre retorn seríem / Exiliats d'un país que no és el nostre». A Egipte i més tard a Palestina, Manning i el seu espòs es van relacionar estretament amb escriptors grecs refugiats; van traduir i van editar les obres de Giorgos Seferis i Elie Papadimitriou. Manning va descriure la seva impressió de l'escena poètica del Caire a «Poetes en l'exili», article inclòs en la revista Horizon de Cyril Connelly. Va defensar els escriptors de la ressenya d'un crític londinenc, el qual havia dit que estaven «desconnectats»: va assegurar que llur treball estava enfortit per l'accés a altres cultures, idiomes i col·legues escriptors. Els implicats van criticar àmpliament el seu article, incloent Durrell, a qui li va molestar que s'elogiés la poesia de Spencer a costa d'ell.
El 1942, Reggie va ser nomenat Director de Programació Anglesa i Àrab a l'emissora Palestine Broadcasting Service de Jerusalem; el treball havia de començar a la tardor, però a principi de juliol, quan les tropes alemanyes seguien avançant amb rapidesa cap a Egipte, va convèncer Manning que es traslladés a Jerusalem per «preparar l'ambient».

## Palestina
La parella passaria tres anys a Jerusalem. Amb prou feines va arribar al país, Manning va contactar el diari Palestine Post per aconseguir feina i aviat la van contractar com a crítica. Entre 1943 i 1944 va treballar com a assistent de premsa a l'oficina d'informació pública de Jerusalem i després va prendre un lloc idèntic a l'oficina del British Council a la mateixa ciutat. Manning va seguir treballant en el seu llibre sobre Stanley i Emin Pasha, i va aprofitar que alguns conductors de vehicles de l'exèrcit accedien a portar de cortesia els civils; va visitar Palestina, Petra i Damasc per reunir material destinat a treballs futurs.

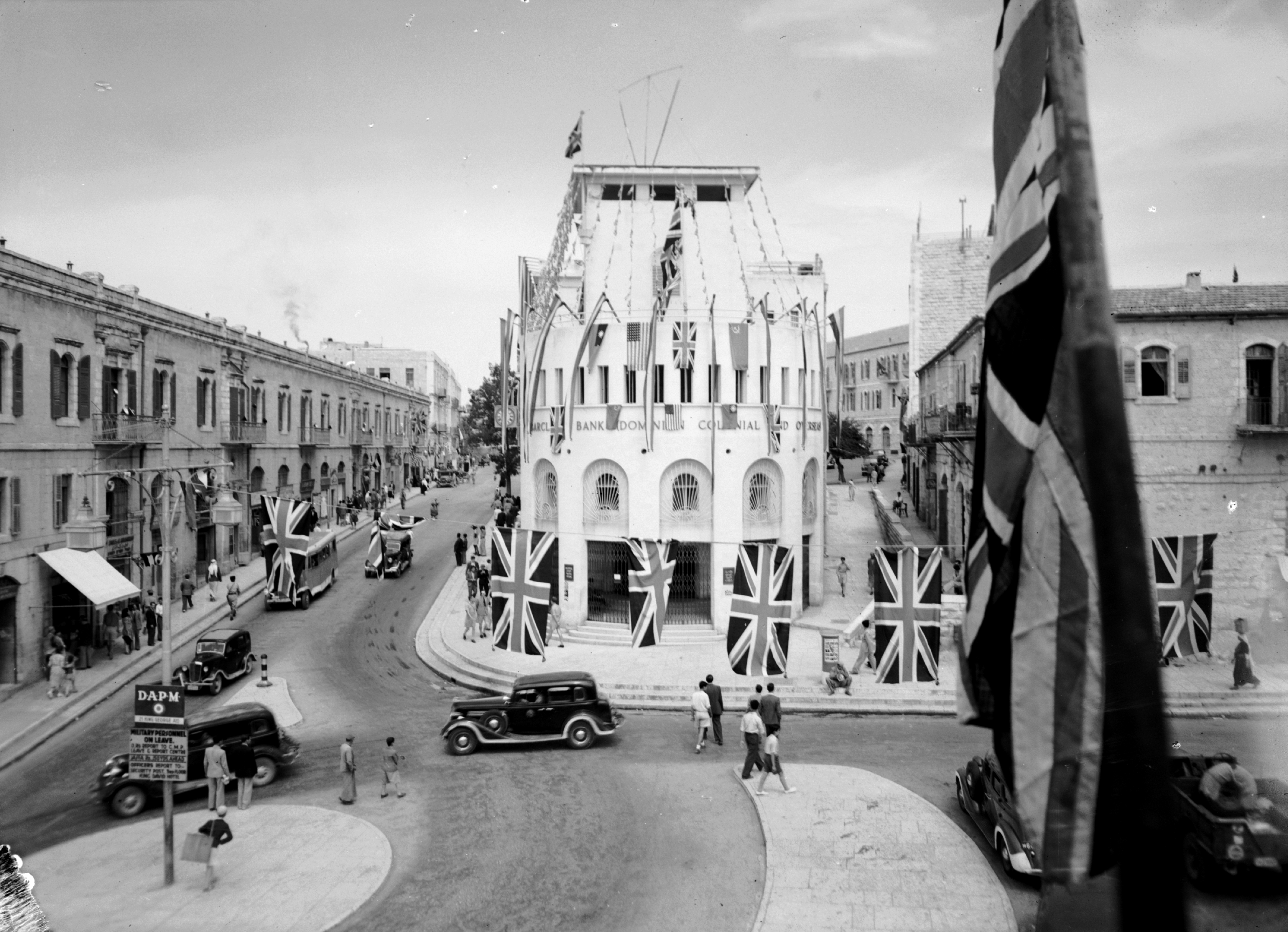
Jerusalem el 1945.

El 1944, Manning va quedar embarassada; la parella es va alegrar molt i Manning es va relaxar i va deixar de ser tan crítica cap als altres, especialment cap a la seva pròpia mare, amb la qual sempre havia tingut una relació difícil. Durant l'embaràs es va dedicar a fer coses que mai no feia: va descansar, va passejar, va pintar i fins i tot va fer mitja. No obstant això, al setè mes el bebè va morir in utero i com s'acostumava en l'època, Manning es va veure obligada a esperar durant dos difícils mesos per donar a llum el seu fill mort. Solia repetir amb tristesa, «Sóc com un cementiri errant». Destrossada emocionalment, Manning es va tornar paranoica i va començar a témer constantment que Reggie fos assassinat. Aquest va pensar que la seva esposa estava sofrint una crisi nerviosa i a l'octubre de 1944 la va acompanyar a Xipre per prendre's unes vacances d'un mes. En tornar a Jerusalem quedava lluny de la seva recobrament; el poeta Louis Lawler va descriure la pena d'aquesta «estranya i difícil dona» i el comportament «meravellosament pacient» de Reggie, malgrat que Manning cridava al seu espòs pel seu cognom durant aquest període. Manning mai es va recobrar per complet de la seva pèrdua i poques vegades en va parlar o escriure. No va aconseguir tenir més fills i posteriorment dirigiria el seu instint maternal cap als animals, especialment cap als gats.
Durant la seva estada a Orient Mitjà, Manning havia patit amebiasi, la qual cosa la va obligar a romandre internada a diversos hospitals del Caire i de Palestina. Quan va acabar la guerra a Europa, al maig de 1945, el seu estat de salut va portar la parella a decidir que Manning havia de tornar a Anglaterra abans que Reggie. Van viatjar junts cap a Suez, des d'on ella va partir sola cap a casa.

## Anglaterra de postguerra
Després d'una breu estada amb els seus pares, encara de dol, a la bombardejada ciutat de Portsmouth, Manning es va traslladar a un pis de Londres. Reggie va arribar durant l'estiu de 1945 i va trobar feina al Departament de Llargmetratges de la BBC. L'MI5 el va identificar com a espia comunista el 1947 i el va posar sota vigilància. Segons el seu expedient, Reggie havia treballat per incrementar la influència soviètica a Romania i a l'Orient Mitjà durant la guerra. Manning no compartia les creences polítiques del seu espòs, però era molt conscient que el seu telèfon estava intervingut i temia que el seu suport manifest al comunisme li faria perdre la feina a la BBC. Reggie va ser transferit poc després de Llargmetratges al departament de Drama, menys sensible políticament. La vigilància va cessar quan va renunciar al Partit Comunista, després de la invasió russa a Hongria de 1956.
Manning també va treballar per a la BBC; va escriure guions adaptats de novel·les de George Eliot, Arnold Bennett i Ada Leverson. Va completar el seu llibre sobre Stanley i Emin Paixà, titulat The Remarkable Expedition al Regne Unit i The Reluctant Rescue als Estats Units, publicat el 1947, i reimprès el 1985. El llibre va rebre crítiques generalment positives, però continua sent desconegut en comparació amb els altres. El 1948, Heinemann va publicar un llibre de relats curts Growing Up. La història principal és un conte al qual va relatar en forma de ficció la seva aventura romàntica amb Hamish Miles. Manning continuaria amb Heinemann com a editor fins a 1974.

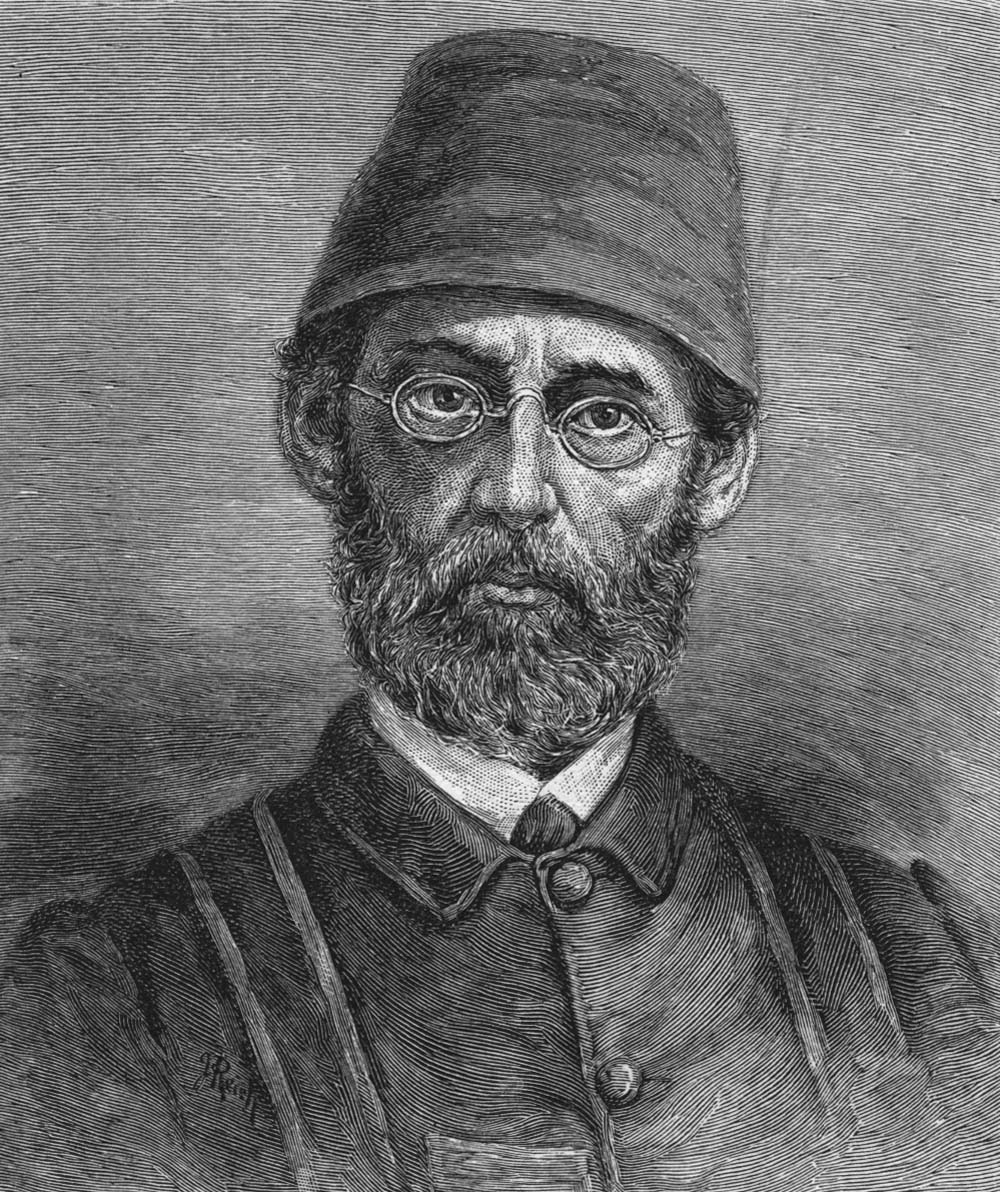
Emin Paixà, en qui es va basar el llibre The Remarkable Expedition.

Després de viure a diversos apartaments llogats, el 1951 la parella es va traslladar a una casa de St John's Wood, on van subarrendar habitacions a hostes tals com els actors Julian Mitchell i Tony Richardson. Proveïda amb molt gintònic per superar la seva timidesa, Manning podia participar amb enginy a l'escenari literàri de Londres; igual que durant la seva infància, deia mentides jactancioses, com l'ocasió en què va assegurar que tenia una relació de parentiu amb Marie Belloc Lowndes i que havia rebut una proposta matrimonial d'Anthony Burgess l'endemà de la defunció de la seva esposa. La seva inseguretat també es manifestava en altres àmbits: estava molt pendent de les finances i sempre alerta per trobar formes de fer i estalviar diners. Després de la guerra, tant ella com Reggie van ser infidels. A les festes, Reggie solia preguntar a altres dones si estaven interessades en trobades extramaritals, mentre que Manning afirmava que havia tingut aventures romàntiques amb William Gerhardie i Henry Green, i a més es va embarcar en una cerca amorosa no corresposta amb el seu hoste Tony Richardson. Jerry Slattery, el seu metge, va ser el seu amant durant molt de temps; la seva infidelitat va ser un xoc per a Reggie, que pensava que havia decebut la seva esposa. No obstant això, després d'un començament difícil Reggie es va recuperar i aviat va travar una gran amistat amb Jerry. D'alguna manera, l'adulteri de Manning va facilitar a Reggie justificar els seus propis enamoriscaments freqüents, inclosa la seva llarga relació amb Diana Robson, qui es convertiria en la seva segona esposa. Manning mai va prestar massa atenció a la infidelitat del seu espòs i solia respondre «ja saps com és Reggie». La parella mai va contemplar la possibilitat del divorci, ja que tots dos opinaven que el matrimoni era un compromís per a tota la vida.
La primera novel·la de Manning de la postguerra, Artist Among the Missing, un recompte evocador de la seva vida a l'Orient Mitjà, va ser publicada el 1949 i va rebre crítiques heterogènies. Va treballar en un llibre de turisme d'Irlanda, The Dreaming Shore, el qual es va basar en la seva educació anglo-irlandesa, però va resultar ser «una creu», ja que la va obligar a realitzar diversos costosos viatges a Irlanda. El llibre es va destacar per la seva opinió que Irlanda algun dia s'unificaria. Manning va continuar la sèrie de publicacions amb A School for Love, publicada el 1951. La novel·la tracta sobre un nen que creix a Palestina durant la Segona Guerra Mundial. Quan va ser publicat, Reggie, en qui Manning confiava àmpliament pel seu judici literari, ajuda i suport, va declarar: «La meva Olivia és el que se'n pot dir una autora establerta». La novel·la va rebre crítiques generalment positives, però va haver d'enfrontar-se amb la possibilitat que Clarissa Graves (germana de Robert), en qui podia haver-se basat Miss Bohun, un dels personatges de la novel·la, li iniciés un plet per difamació.
Manning va augmentar els ingressos amb crítiques per The Spectator, The Sunday Times, The Observer i Punch, entre d'altres, a més de contribucions ocasionals pel Palestine Post. El 1953 va publicar una quarta novel·la, A Different Face. Ambientada a una ciutat grisa basada en Portsmouth, la ciutat natal de Manning, narra els intents del protagonista per abandonar el seu poble. El llibre no va ser ben rebut per la crítica, i, com sempre, Manning es va sentir menyspreada i va pensar que no havia rebut la crítica que mereixia. La seva inseguretat neurótica i el seu perfeccionisme en van fer una persona difícil de tractar i fàcil d'ofendre, i era molt conscient que escriptors més joves l'estaven deixant enrere. Un exemple d'aquests escriptors era Iris Murdoch, amb qui Manning compartia un interès pels plats voladors i una amistat incòmoda que estava marcada per l'enveja davant el gran èxit de Murdoch, més jove que ella. Manning sabia que era rencorosa, però no podia solucionar-ho, i amb freqüència criticava els seus amics escriptors amb els altres. No obstant això, solia elogiar i admirar Ivy Compton-Burnett, que havia coneguda el 1945 i l'amistat de la qual valorava molt. Es queixava sobre el seu editor Heinemann i sobre la falta de reconeixement cap a ella per part dels seus contemporanis: Anthony Powell la va descriure com «la pitjor rondinaire del món» i l'editor va recordar que Manning «mai havia estat una escriptora fàcil de manejar». Un amic la va sobrenomenar «Olivia Moaning» («Olivia Queixes»), i uns altres van començar a anomenar-la així, per a gran desgrat de Manning.
El 1955 va publicar The Doves of Venus, que es basava en la seva experiència a Londres durant la dècada de 1930; les dues amigues protagonistes, Ellie Parsons i Nancy Claypole, són similars a Manning i Stevie Smith. Al llibre, una Ellie aïllada del món busca escapar d'una mare aclaparant. Les crítiques generalment van ser favorables, però Manning no es va donar per satisfeta. Potser molesta per la seva caracterització a la novel·la, Stevie Smith va escriure el que Manning descriuria com una «crítica maliciosa». Les dues grans amigues amb prou feines es van parlar des de llavors, malgrat que Smith es va esforçar per tornar a apropar-se. Finalment, no obstant això, Manning la va perdonar a contracor: en descobrir que Smith patia d'una malaltia terminal, va assenyalar: «Bé, si està veritablement malalta, haurem d'oblidar el passat».
Va dedicar molt de temps i atenció als animals, especialment als gats siamesos, que estimava més que tots. Es preocupava molt per la salut i el benestar de les seves mascotes i els portava amb ella quan visitava els seus amics, amb bosses d'aigua calenta per si de cas feia fred. Acomiadava veterinaris amb freqüència (a un va dir «No et pago perquè em diguis que el meu animal no té res dolent») i de vegades va arribar a contactar a remeiers per a animals. A més, tenia un gran compromís amb les organitzacions en contra de la crueltat cap als animals. El seu amor i interès pels gats es va veure plasmat al seu llibre Extraordinary Cats, publicat el 1967.
El desembre de 1956, Manning va publicar My Husband Cartwright, una saga de dotze esbossos sobre Reggie que originalment havien estat publicats a la revista Punch. Va ser més aviat ignorat per la crítica, i com era usual, Manning es va sentir frustrada i enutjada. El llibre va ser un precursor del retrat del seu espòs a Fortunes of War; detallava episodis còmics que ressaltaven el caràcter de Reggie, inclosa la seva naturalesa sociable i el seu interès per les causes socials: «El meu espòs Cartwright estima els seus camarades. Els que estimen els seus camarades poden ser exasperants […] Quan donava conferències a l'exterior, de sobte li van fer ràbia les 'vistes', especialment les vistes 'inútils', tals com les ruïnes o les tombes. Es podria pensar que si no fos per distraccions tals com Tiberíades, la Vall dels Reis o la Vil·la Adriana, els turistes a l'estranger només passarien el temps per alleujar la pobresa».

## The Balkan Trilogyi altres obres
Entre 1956 i 1964 el principal projecte de Manning va ser The Balkan Trilogy, una trilogia basada en la seva experiència durant la Segona Guerra Mundial; com sempre, Reggie li va donar suport i la va encoratjar. Els llibres descriuen el matrimoni de Harriet i Guy Pringle, mentre viuen i treballen a Romania i Grècia, i acaba amb la seva fuita a Alexandria el 1941 poc abans de la invasió dels alemanys. Guy, un home tan admirable com poc satisfactori, i Harriet, una dona orgullosa i impacient en forma alternada, passen de la passió a l'acceptació de la diferència. Manning va dir que els llibres eren capítols llargs d'una autobiografia i les primeres versions eren escrites en primera persona. No obstant això, hi havia molta ficció. Mentre que Manning tenia trenta-un anys i Reggie vint-i-cinc a l'esclat de la guerra, l'alter ego d'Olivia, Harriet, tenia amb prou feines vint-i-un anys i el seu espòs era un any més gran. Manning era escriptora de professió, mentre que la seva creació no ho era.

El Palau Real, a Bucarest, Romania, cap a 1941.

El primer llibre de la trilogia, La gran fortuna, va rebre crítiques desiguals, però els volums posteriors, The Spoilt City i Friends and Heroes van ser afalagats en general. Anthony Burgess va proclamar que Manning era «entre les més consumades de les nostres dones novel·listes» i la va comparar amb Lawrence Durrell, Graham Greene, Evelyn Waugh i Anthony Powell. Alguns crítics van ser més durs, i com era freqüent, van despertar la ira de Manning.
Després de la publicació de l'últim volum de The Balkan Trilogy el 1965, Manning va treballar en el seu llibre sobre gats i en una antologia de relats curts, A Romantic Hero and Other Stories; tots dos es van publicar el 1967. Una altra novel·la, The Play Room (publicada als Estats Units com The Camperlea Girls), va aparèixer el 1969. Tant el llibre de relats curts com The Play Room contenien temàtiques homosexuals, un tema que interessava Manning. El segon va ser una exploració de les vides i els interessos dels adolescents que no va tenir èxit, encara que les crítiques van ser encoratjadores en general. Se li va proposar fer-ne una versió cinematogràfica i Ken Annakin li va demanar que escrivís el guió. La pel·lícula, amb escenes lèsbiques més explícites que al llibre, estava pràcticament acabada quan els diners es va esgotar; més tard se'n va desenvolupar una segona versió, amb un guió molt diferent, però tampoc no va arribar a bon port. «Tot va quedar en no-res», va dir. «Vaig malgastar molt temps i hi ha coses que no et pots permetre quan tens seixanta anys». En aquest moment seguia negant la seva edat, ja que en realitat tenia seixanta-dos anys.

## The Levant Trilogy
Durant la dècada dels 1970 es van succeir nombrosos canvis domèstics: la parella es va traslladar a un apartament més petit, ja que Reggie s'havia prejubilat de la BBC i el 1972 havia començat a treballar com a conferenciant a la New University of Ulster de Coleraine. La parella posteriorment va viure separada durant llargs períodes, ja que Manning rebutjava la idea de viure a Irlanda.
Manning sempre havia observat de prop la vida i posseïa una memòria fotogràfica. Va dir a la seva amiga Kay Dick: «Escric basant-me en l'experiència, no tinc fantasia. Crec que res del que he viscut ho he malgastat». No obstant això, la novel·la The Rain Forest de 1974 va demostrar la seva habilitat creativa mitjançant una descripció d'una illa fictícia a l'oceà Índic i dels seus habitants. Ambientada el 1953, els personatges principals de la novel·la són una parella britànica; el llibre examina les seves experiències i tragèdies personals dins d'un context marcat pel violent final al domini colonitzador britànic. El llibre és un dels menys coneguts de Manning i la va desil·lusionar el fet que no va ser inclòs en la llista dels preseleccionats per al Premi Booker.
A principi de 1975 Manning va començar The Danger Tree, que durant algun temps va descriure com «La quarta part de la Balkan Trilogy»; finalment, es va convertir en la primera novel·la de The Levant Trilogy. Hi va continuar la història dels Pringle a Orient Mitjà. El primer llibre va resultar ser molt dificultós d'escriure, en part per la falta de confiança que tenia Manning en el seu poder d'inventiva: el llibre juxtaposa l'experiència d'un oficial jove a la Guerra del Desert, Simon Boulderstone, amb les vides més segures dels Pringle i el seu cercle. Manning, fascinada per les relacions entre germans i recordant la mort del seu propi germà, també va desenvolupar al llibre la relació entre Simon i el seu germà més gran, Hugo. Sentia que no tenia capacitat suficient per escriure sobre soldats i sobre escenes militars; els primers crítics van coincidir i van considerar els seus llibres com a poc convincents i improbables, encara que crítics posteriors han estat considerablement més benevolents.

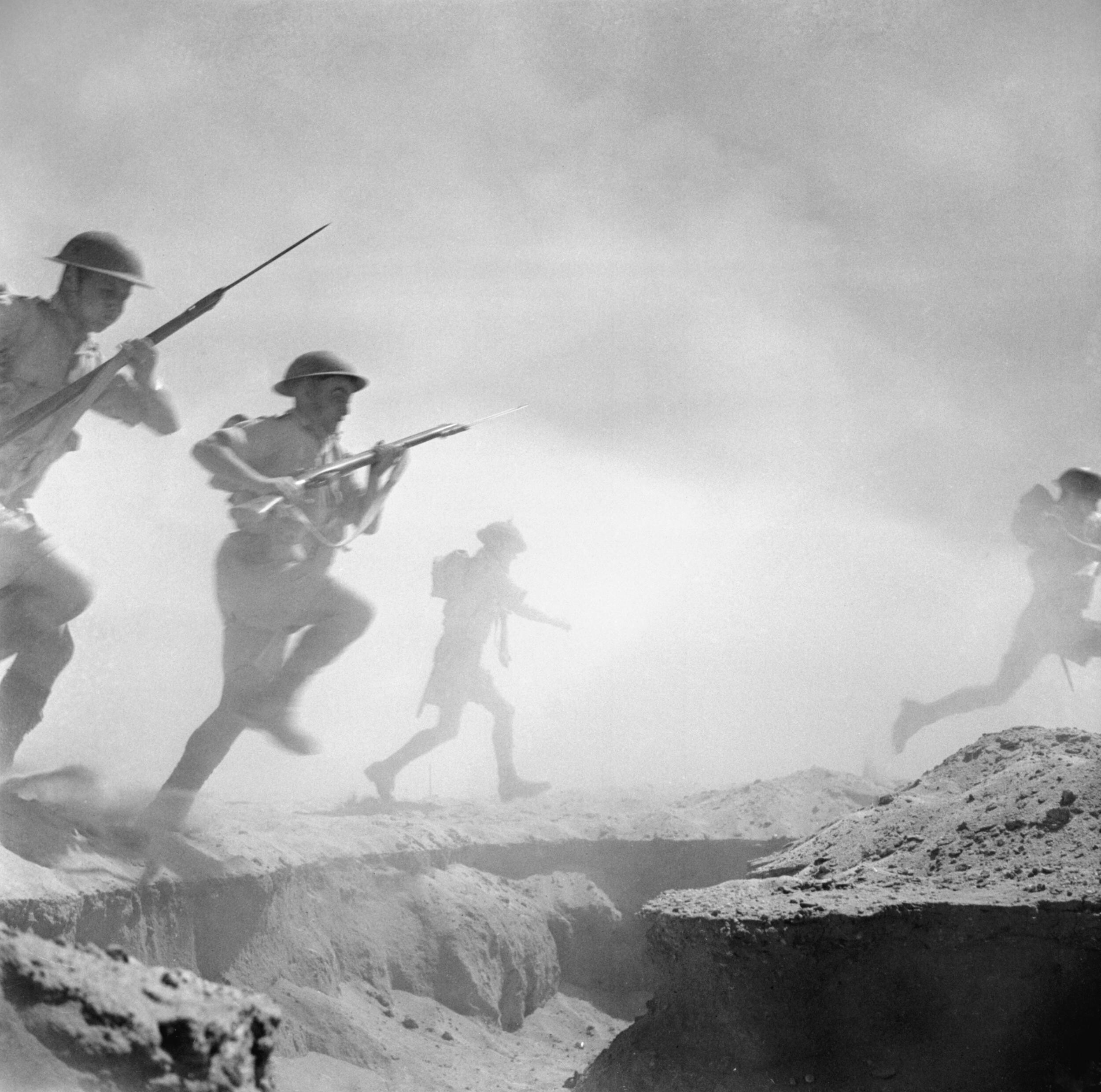
Soldats britànics a El Alamein durant la Guerra del Desert.

Algunes parts del llibre van ser invents i unes altres es van basar en incidents de la vida real. El primer capítol de The Danger Tree descriu la mort accidental del jove fill de sir Desmond i lady Hooper. L'incident tenia una base real: el fill de vuit anys de sir Walter i lady Amy Smart havia mort en recollir una bomba en un pícnic al desert, el gener de 1943. Igual com es descriu a la novel·la, els seus pares, destrossats pel dolor, havien tractat d'alimentar el nen mort per un orifici a la galta. Manning havia estat enutjada durant molt temps amb els Smart, atès que aquests no havien inclòs ni ella ni Reggie dins del seu cercle artístic al Caire. No obstant això, l'escena li va semblar de mal gust fins i tot als amics de Manning, que també es van indignar que la silenciosa i fidel lady Smart estigués associada amb la Lady Hooper de Manning, algú totalment diferent. Malgrat que tant sir Walter com la seva esposa havien mort a l'època de la publicació, l'editor de Manning va rebre una carta legal escrita en representació de la família Smart, a la qual protestaven per l'escena i requerien que no hi haguessin més referències a l'incident ni a la parella a volums futurs. Manning va ignorar totes dues exigències. Per crear el personatge d'Aidan Pratt es va inspirar en l'actor, escriptor i poeta Stephen Haggard, que havia conegut a Jerusalem. Igual que Pratt, Haggard es va suïcidar a un tren, durant un viatge del Caire a Palestina, però en el cas de Haggard la causa havia estat la fi de la seva relació amb una bella dona egípcia i no un amor homosexual no correspost. Després de queixar-se durant anys del seu editor, Heinemann, Manning va canviar a Weidenfeld & Nicholson i va romandre amb ells durant la resta de la seva vida. The Danger Tree va resultar ser un considerable èxit de crítica i encara que Manning va tornar a decebre's perquè la seva obra no va ser seleccionada per al premi Booker, el Yorkshire Post la va seleccionar com la seva Millor Novel·la de 1977. Prèviament, el 1976, se li havia atorgat l'Ordre de l'Imperi Britànic.
Amb les Memoirs de Bernard Montgomery com a guia, a Manning se li va facilitar escriure les escenes de batalles al segon volum de la trilogia, The Battle Lost and Won. Després d'un començament lent, va escriure amb seguretat i rapidesa; va completar el llibre en set mesos i el va publicar el 1978. El llibre mostra la vida dels Pringle quan Rommel i els Afrika Korps s'apropen a Alexandria, on Guy fa classes. Egipte continua sent un lloc de privilegi i d'intercanvi sexual pels no combatents, i el matrimoni dels Pringle es va desintegrant a poc a poc.

## Últims anys
La mort sobtada de Jerry Slattery el 1977, el seu amant i confident durant més d'un quart de segle, la va afectar profundament. Els últims anys de l'escriptora també es van complicar per la deterioració física; l'artritis l'afectava cada vegada més, va haver de sotmetre's a operacions de reemplaçament de maluc el 1976 i el 1979, i sofria de mala salut en general per l'amebiasi que havia sofert a l'Orient Mitjà. No obstant això, Manning va començar a treballar en l'última novel·la de The Levant Trilogy, The Sum of Things, a la qual Harriet accepta tornar al Regne Unit, però una vegada que s'acomiada de Guy, canvia d'opinió. La novel·la descriu els viatges de Harriet per Síria, Líban i Palestina, observa la suposada viudetat de Guy al Caire després de saber que el vaixell de Harriet s'havia enfonsat, i detalla les lesions de Simon Boulderstone sofertes durant la batalla del Alamein i la seva posterior recuperació.
The Sum of Things va ser publicada de manera pòstuma, ja que el 4 de juliol de 1980 Manning va sofrir un sever atac mentre estava en una visita als seus amics a l'Illa de Wight. Va morir a l'hospital el 23 de juliol; com solia, Reggie s'estava a Irlanda i no va ser-hi quan la seva esposa va morir. No podia suportar veure-la «esvair-se» i va marxar a Londres per mantenir-se ocupat. Manning havia predit des de sempre que Reggie, sempre impuntual, arribaria tard al seu funeral, i gairebé va tenir raó. A més, el seu període de dol, caracteritzat per transicions abruptes entre plors i rialles gairebé histèriques, va passar exatacament com havia imaginat Manning la reacció de Guy Pringle davant la suposada mort de Harriet a The Sum of Things. Manning va ser cremada i les seves cendres enterrades a la mansió de Billingham, a l'Illa de Wight.
Manning s'havia queixat des de feia molt temps sobre la falta de reconeixement que havia rebut com a escriptora i no es consolava quan el seu espòs i els seus amics li responien que el seu talent seria reconegut i les seves obres llegides durant els pròxims anys. Deia: «Vull ser famosa ara, ara». Com sempre havia temut, se la va reconèixer com a escriptora i va començar a ser més llegida principalment després de la seva mort; el 1987 es va portar a la televisió una versió de Fortunes of War protagonitzada per Emma Thompson i Kenneth Branagh, el que va portar la seva obra a un públic més ampli.

## Obra

### Recepció
Malgrat la popularitat pòstuma de Fortunes of War, la major part dels llibres de Manning quedan molt difícils per trobar i han rebut poca atenció per part de la crítica. Dels seus llibres, només Fortunes of War, School for Love, The Doves of Venus, The Rain Forest i A Romantic Hero continuen imprimint-se en anglès. Algunes de les seves novel·les, principalment Fortunes of War, han estat traduïdes al francès, alemany, finès, danès, suec, espanyol, grec, romanès i hebreu. Igual que en vida seva, les opinions estan dividides; alguns afirmen que són llibres «perjudicats per l'autoindulgència i una falta d'autocrítica, i en critiquen els retrats estereotipats i caricaturitzats de grups ètnics i religiosos. D'altres n'elogien la narrativa ferma, perspicaç i convincent i l'excel·lent caracterització. Els seus arguments es presentaven en la forma de viatges, odissees i cerques tant en sentit literal com a metafòric. El talent de Manning per a les «exquisides evocacions dels llocs», inclosos els aspectes físics, culturals i històrics, ha estat àmpliament admirat, i el crític Walter Allen va elogiar el seu «ull de pintora per al món visible».

#### Fortunes of War
L'obra més famosa de Manning, els sis llibres que conformen Fortunes of War, han estat descrits com «les novel·les més infravalorades del segle xx» i a l'autora com «una de les millors exponents del roman-fleuve del segle». Escrita durant la Guerra Freda, més de setze anys després del període que descriu, The Balkan Trilogy, ambientada a Romania i Grècia, és considerada com un dels majors assoliments pel que fa al tractament literari de la regió durant la guerra, encara que va ser criticada per les imatges del Balcanisme pròpies de la Guerra Freda i per la incapacitat de Manning per «deixar de costat la seva antipatia cap a tot el que fos romanès». The Levant Trilogy, ambientada a Orient Mitjà, va ser elogiada per les seves detallades descripcions de l'experiència de Simon Boulderstone en la Guerra del Desert i per la juxtaposició dels Pringle i el seu matrimoni amb els esdeveniments importants que succeïen al món. S'han reimprès extractes de la novel·la en antologies de literatura femenina en temps de guerra.
Theodore Steinberg sosté que Fortunes of War s'ha de veure com una novel·la èpica, ja que té un ampli abast i un elenc gran de personatges interessants situats en un punt crucial de la història. Igual que altres novel·les èpiques, els llibres desenvolupen temàtiques personals i nacionals interrelacionades. Hi ha referències freqüents a la caiguda de Troia, com la producció per Guy Pringle de l'obra de Shakespeare Troilos i Crèssida, en la qual els expatriats britànics s'interpreten a si mateixos mentre Romania i Europa reflecteixen la Troia condemnada. Segons la perspectiva de Steinberg, els llibres també desafien les convencions típiques del gènere masculí sobre la novel·la èpica en mostrar la guerra principalment mitjançant els ulls d'un personatge femení «que amb freqüència contrasta les seves percepcions amb les dels homes que l'envolten». Per contra, Adam Piette veu el llibre com una novel·la èpica fallida; la considera el producte del desig propi de l'època de la Guerra Freda de reprimir el canvi, il·lustrat mitjançant «l'enfocament obstinadament autocompassiu de Harriet cap al seu matrimoni» sense lluitar contra el radicalisme de la guerra, ni el destí de les seves víctimes com el representa Guy i el seu compromís polític.

#### Altres obres
Les altres obres de Manning han estat descrites com a precursores de les dues trilogies. La seva novel·la de preguerra, The Wind Changes (1937), ambientada a Irlanda, anticipa les obres futures en la seva «exploració discreta de les relacions enfront de la guerra com a teló de fons». Les seves obres de postguerra, ambientades en forma alternada a la seva llar i a l'estranger, es consideren passos no reeixits en el procés d'aclarir les seves idees sobre una guerra d'expatriats i com escriure sobre ella. Les novel·les i històries ambientades a Anglaterra i Irlanda estan impregnades amb ressentiment i descontentament, mentre que les de l'exterior ressalten l'entusiasme i l'aventura de les seves obres posteriors. Dos llibres ambientats a Jerusalem, The Artist Among the Missing (1949) i School for Love (1951), el seu primer èxit comercial i crític, també són primers passos en la seva exploració de temes tals com la guerra, el colonialisme i l'imperialisme britànic.
Manning va escriure crítiques, adaptacions a la ràdio, guions i alguns llibres de no ficció. El seu llibre The Remarkable Expedition (1947) sobre Emin Paixà i Henry Stanley va tenir crítiques generalment favorables, i quan es va reeditar el 1985 va ser elogiat pel seu humor, narració i justícia cap a tots dos personatges. The Dreaming Shore (1950), un llibre de viatges sobre Irlanda, va rebre una crítica desigual fins i tot per part del seu vell amic Louis MacNeice, però extractes d'aquest i d'altres llibres de Manning sobre Irlanda han estat posteriorment admirats i inclosos en antologies. El llibre Extraordinary Cats (1967) tracta principalment sobre les estimades mascotes de Manning i la crítica de Stevie Smith al Sunday Times va queixar-se que el llibre era «més agitat que original». L'autora va publicar també dues col·leccions de relats curts, Growing Up (1946), que fou molt ben rebuda, i A Romantic Hero and Other Stories (1967); aquesta última incloïa altres històries del volum anterior i presenta un marcat sentit de la mortalitat.

### Temàtiques

#### Guerra
A diferència d'altres obres de ficció bèl·lica escrites per dones durant aquest període, les obres de Manning no relaten la vida de les esposes i filles que es quedaven a casa. En comptes d'això, les seves obres fictícies sobre Irlanda i sobre la Segona Guerra Mundial mostren la vida dels combatents i no combatents al front i darrere de les línies. Les guerres, com les veia Manning, eren batalles per aconseguir terres i influència, i, segons la historiadora Nancy Lewis, «amb el seu assortiment d'imatges i falses impressions, Manning ens recorda que les guerres per aconseguir terreny han estat contínues». Els seus llibres no celebren l'heroisme britànic ni la innocència dels civils, sinó que emfatitzen que les causes i els perills de la guerra provenen més d'endins que de fora, i que les amenaces més grans venen dels compatriotes britànics. Els militars no són en absolut herois, i les respostes oficials britàniques es presenten com a ridícules. A Fortunes of War, el conflicte es mostra àmpliament des de l'òptica d'una dona civil, una observadora, encara que els llibres posteriors inclouen el punt de vista del soldat Simon Boulderstone des del camp de batalla. Hi ha diferents opinions sobre si va reeixir o no ser fidel a les escenes de batalla a Fortunes of War; les primeres crítiques d'Auberon Waugh i Hugh Massie les van qualificar d'inversemblants i no totalment aconseguides, però d'altres troben el seu retrat de les batalles com a vívid, commovedor i molt convincent. Els seus llibres serveixen com una acusació de la guerra i els seus horrors; William Gerhardie va notar el 1954 que Artist among the Missing «és una guerra vista a través d'un abast tan reduït que la lent crema i gairebé cala foc al paper». Fa un fort recalcament en l'efímera que és la vida; la mort i la mortalitat són una presència i preocupació constant per als civils i els soldats per igual; i la repetició –d'històries, esdeveniments i morts– solia donar «la impressió de les vides atrapades en una guerra interminable» per la qual no s'albirava un final possible.

#### Colonialisme i imperialisme
Una de les principals temàtiques de les obres de Manning és l'ocàs de l'Imperi britànic. Les seves obres de ficció contrasten la visió deterministes i imperialistes de la història amb una altra visió que accepta la possibilitat de canvi per a aquells desplaçats pel colonialisme. Les obres de Manning prenen una forta postura contra l'imperialisme britànic, i critiquen durament el racisme, l'antisemitisme i l'opressió de la darreria de l'era colonial britànica. Segons Steinberg, «presenta l'imperialisme britànic com un sistema corrupte i que es fa servir només per a si mateix, que no només mereix ser desarmat, sinó que és a punt de ser-ho». Els personatges britànics de les novel·les de Manning donen per feta gairebé íntegrament la legitimitat de la superioritat i l'imperialisme britànics, i no entenen la seva posició com a opressors que no són benvinguts a països que creien, segons la seva educació, que havien d'agrair la influència colonitzadora. Segons aquesta òptica, el personatge de Harriet, marginada com a exiliada i dona, és tant opressora com oprimida, mentre que els personatges com Guy, el príncep Yakimov i Sophie fan gala de diverses formes de poder i autoritat sobre el proïsme, reflectint en aquest microcosmos els conflictes nacionals i l'imperialisme de l'Imperi britànic. Phyllis Lassner, que ha escrit a bastament sobre l'obra de Manning des d'una perspectiva colonial i post-colonial, va notar que ni els personatges més amables se'ls perdona la seva complicitat com a colonitzadors; la reacció dels Pringle afirma «la relació conflictiva entre el seu propi estatus com a exiliats de la colònia i el dels colonitzats» i els egipcis nadius, encara que se'ls dona molt poca veu directa a The Levant Trilogy, afirmen la subjectivitat del seu país.
A The Artist Among the Missing (1949), Manning detalla les tensions racials que es creen quan es barregen l'imperialisme i el multiculturalisme, i, com en les seves altres novel·les bèl·liques, avalua la contradicció política: els britànics volien derrotar el nazisme i al mateix temps mantenir la seva pròpia explotació colonitzadora. School for Love (1951) és la història d'un nen orfe que realitza un viatge decebedor a una ciutat habitada per àrabs, jueus i per una presència colonitzadora repressiva representada a la novel·la pel personatge fred, fariseu i antisemita de Miss Bohun.
Manning explora aquestes temàtiques no només a les seves principals novel·les ambientades a Europa i a Orient Mitjà, sinó també a la seva obra fictícia ambientada a Irlanda, The Wind Changes (1937) i a vuit relats curts que van ser escrits al debut de la seva carrera. En aquests llibres, les actituds colonialistes es reprodueixen mitjançant els estereotips dels catòlics del sud com a persones salvatges, primitives i indisciplinades, mentre que els habitants del nord es caracteritzen com a persones eficients i ben ordenades. Els personatges principals, desplaçats, lluiten per trobar el seu lloc en grups socials els valors dels quals ja no accepten. Manning també s'ha destacat pel seu enfocament directe sobre l'impacte del final del control colonial. The Rain Forest (1974) presenta un punt de vista posterior molt pessimista i hi satiritza els valors dels expatriats britànics en una illa fictícia. També critica els que es van implicar en el moviment independentista i mostra una imatge desesperançada del futur de l'illa després de la independència.

#### Desplaçament i alteritat
El desplaçament i l'alienació són temàtiques habituals dels llibres de Manning. Els personatges solen estar aïllats, allunyats físicament i emocionalment dels contextos familiars, i es troben en una constant cerca d'un lloc al qual pertànyer. Aquesta crisi d'identitat pot reflectir la pròpia vida de Manning, filla d'una mare irlandesa i d'un pare britànic que era oficial naval. El 1969, va dir a un entrevistador: «Em sento molt confosa sobre qui sóc, mai vaig sentir realment que pertanyés a un lloc determinat». A les seves obres de ficció bèl·liques, el conflicte crea una ansietat, desplaçament emocional i distància addicionals, ja que els personatges no poden comunicar-se entre si. Eve Patten nota «el sentit penetrant de liminalitat (la mescla de les tècniques literàries amb les pròpies de les arts plàstiques)» i la figura recurrent del refugiat a l'obra de Manning. L'interès en el desplaçament es va reforçar amb les experiències aterridores i desorientadores de la pròpia Manning com a refugiada durant la guerra. Els seus viatges també la van col·locar en contacte directe amb la situació molt més greu d'altres refugiats de guerra, inclosos els jueus que buscaven asil a bord del Struma. L'exili tenia les seves recompenses per als refugiats literaris tals com Manning, ja que li possibilitava conèixer diferents cultures i li presentava «una civilització passada, més esplendorosa», segons va dir ella mateixa a la seva crítica de la poesia britànica de 1944. Els seus llibres, no obstant això, reflecteixen una profunda preocupació per la realitat de la major part dels refugiats, els qui es representen com «un Altre degradat i desmoralitzat», desafiant les nocions occidentals complaents d'estabilitat i nacionalitat.
Manning ha estat catalogada com una escriptora orientalista, per les descripcions de les cultures on se sol emfatitzar els paisatges exòtics i estrangers. Aquesta característica es presenta nítidament a les seves novel·les ambientades a Romania. En aquestes, els historiadors apunten que Manning considerava Romania com un «Altre» exòtic, un llegat de l'Imperi Otomà localitzat als límits de l'Europa civilitzada i a la frontera amb l'Orient no civilitzat. La seva percepció negativa de l'alteritat dels romanesos la va portar a descriure'ls com una població infantil que viu vides decadents, amb dones passives i immorals, envaïda per la corrupció i tot en un ambient salvatge i no civilitzat. Això contrasta amb la seva percepció més positiva sobre Grècia i Europa Occidental com el centre de la civilització i de la vida ordenada a altres llibres. No obstant això, l'alteritat, en mantenir-se amb la idea colonial del que era exòtic present a la literatura occidental, s'esvaeix cada vegada més a mesura que els personatges reconeixen, mitjançant una major exposició amb el país, llaços amb la cultura occidental. La seva descripció de Romania va provocar que Fortunes of War s'hi prohibís per ser considerat «literatura sediciosa» pel govern comunista del país.

#### Gènere i feminisme
Els llibres de Manning no poden classificar-se fàcilment com a part del cànon feminista. Encara que l'escriptora donava suport als drets de la dona, en particular la remuneració idèntica pel treball literari, no va ser part del moviment feminista; va escriure que «[les militants] fan un espectacle de si mateixes. Cap pot considerar-se una bellesa. La majoria té la cara com farro». Als seus llibres, Manning usa la paraula «femení» en un sentit despectiu, i tendeix a associar-la amb l'autocomplaença, estupidesa i astúcia que considera pròpies del seu gènere, i la realització per a les dones es representa mitjançant els papers convencionals d'esposa, mare i tot el que correspon només a l'esfera privada. Elisabeth Bowen va assenyalar que Manning va tenir «una experiència de vida gairebé masculina» que va influenciar les seves obres sobre dones i guerres. Manning no es veia a si mateixa com a escriptora, sinó més aviat com un escriptor que resultava que era dona. Al debut de la seva carrera ocultava el seu gènere mitjançant pseudònims i inicials. Li resultava més fàcil crear personatges masculins, i en general les seves novel·les tendien a minimitzar les diferències entre els gèneres, ja que escrivia sobre gent en general en comptes de sobre dones en particular. Harriet Pringle, per exemple, travessa un procés de autodescobriment i d'enfortiment com a individu sense demostrar cap solidaritat feminista particular cap al seu sexe. A The Doves of Venus (1960), basat en l'amistat de Manning amb Stevie Smith, els personatges femenins mostren «el ressentiment propi de la dècada de 1950, més sovint associat amb els homes joves». Treglown va fer un comentari sobre la manera en què els primers llibres de Manning, en general, s'aproximaven de manera directa al sexe, sovint promogut pels personatges femenins. La seva aproximació es va fer menys matisada als volums posteriors, amb una descripció més discreta del sexe, la sensualitat i la frustració sexual a Fortunes of War. El crític jungià Richard Sugg va interpretar que els personatges femenins de Manning es castigaven a si mateixos per haver infringit les normes de la societat sobre el seu gènere, com per exemple, per haver tingut sentiments eròtics. Per contra, Treglown va plantejar la hipòtesi que reflectien més aviat el dol permanent de Manning pel seu fill, mort abans de néixer.

## Obres
- Rose of Rubies (1929) – sota el pseudònim Jacob Morrow
- Here is Murder (1929) – sota el pseudònim Jacob Morrow
- The Black Scarab (1929) – sota el pseudònim Jacob Morrow
- The Wind Changes (1937)
- Remarkable Expedition: The Story of Stanley's Rescue of Emin Pasha from Equatorial Africa (1947; The Reluctant Rescue als EUA)
- Growing Up (1948)
- Artist Among the Missing (1949)
- The Dreaming Shore (1950)
- School for Love (1951)[213]
- A Different Face (1953)
- The Doves of Venus (1955)
- My Husband Cartwright (1956)
- The Great Fortune (1960; The Balkan Trilogy 1)[214]
- The Spoilt City (1962; The Balkan Trilogy 2)
- Friends and Heroes (1965; The Balkan Trilogy 3)
- Extraordinary Cats (1967)
- A Romantic Hero, and other stories (1967)
- The Play Room (1969; The Camperlea Girls als EUA)
- The Rain Forest (1974)
- The Danger Tree (1977; The Levant Trilogy 1)
- The Battle Lost and Won (1978; The Levant Trilogy 2)
- The Sum of Things (1980; The Levant Trilogy 3)
- Fortunes of War 1: Collected Balkan Trilogy (1981)
- Fortunes of War 2: Collected Levant Trilogy (1982)[215]